# Фейра да Мата
Фейра да Мата (на португалски: Feira da Mata) е град и община в Източна Бразилия, щат Баия, мезорегион Вали Сао-Франсискану да Баия, микрорегион Бон Жезус да Лапа. Според Бразилския институт по география и статистика през 2010 г. общината има 6179 жители.